# 플레이 프레임워크
플레이 프레임워크(Play Framework)는 모델-뷰-컨트롤러(MVC) 아키텍처 패턴을 준수하는 오픈 소스 웹 프레임워크이다. 스칼라로 작성되었으며 JVM 바이트코드(예: 자바)로 컴파일된 다른 프로그래밍 언어로부터 사용 가능하다. 핫 코드 리로딩, 브라우저 내 오류 표시 등을 통해 개발자의 생산성을 최적화하는 것을 목적으로 한다.
스칼라 프로그래밍 언어 지원은 프레임워크 버전 1.1부터 지원되고 있다. 버전 2.0에서 프레임워크 코어는 스칼라로 다시 작성되었다. 빌드, 디플로이는 SBT로 이관되었으며 템플릿은 그루비 대신 스칼라를 사용한다.

## 같이 보기
- Akka
- Netty
- 스칼라 (프로그래밍 언어)